# 皮奥伊州圣伊纳西乌
皮奥伊州圣伊纳西乌（葡萄牙語：Santo Inácio do Piauí）是巴西皮奥伊州的一个市镇。总面积895.671平方公里，总人口3589人，人口密度4人/平方公里。